# Mignon McLaughlin
Mignon McLaughlin (1913-1983) foi uma escritora e jornalista estadunidense.